# روچا استونسیا
روچا استونسیا (به پرتغالی: Rocha Estância) یک کوه در دماغه سبز است که در Southeastern Boa Vista, Cape Verde واقع شده‌است. روچا استونسیا ۳۵۷ متر بالاتر از سطح دریا واقع شده‌است.